# Frauenwürde
Frauenwürde (Le mérite des femmes)  est une valse viennoise composée par Josef Strauss.

## Histoire
(novembre 2023).
Si vous disposez d'ouvrages ou d'articles de référence ou si vous connaissez des sites web de qualité traitant du thème abordé ici, merci de compléter l'article en donnant les références utiles à sa vérifiabilité et en les liant à la section « Notes et références ».
La valse est composée en 1870 pour un bal d'étudiants en droit au Palais de Vienne et créée le 30 janvier.
À cette époque, dans l'empire du Danube, le statut des femmes n'est pas encore satisfaisant, même dans des villes comme Vienne, et en règle générale, les femmes ne peuvent pas avoir leurs propres biens. La raison pour laquelle Josef dédie la valse intitulée Frauenwürde aux futurs juges et avocats est que les femmes n'ont pas encore officiellement obtenu leurs droits, sauf en privé, à la suite du travail d'une personne du monde juridique.

## Constitution
L'œuvre se compose d'une introduction, de cinq petites valses et d'une coda.

## Durée
Le temps d'exécution est d'environ 9 minutes et demie.

## Postérité
La pièce est jouée lors du célèbre concert du nouvel an à Vienne : en 1941 et 1951, à chaque fois sous la direction de Clement Kraus.